# Šibeniční vrch (Šluknovská pahorkatina)
Šibeniční vrch je návrší o nadmořské výšce 389 m nacházející se nad nádražím ve Varnsdorfu v Ústeckém kraji. Náleží ke geomorfologickému celku Šluknovská pahorkatina, jejímu okrsku Rumburská pahorkatina a podokrsku Varnsdorfská pahorkatina. Geologické podloží tvoří středně zrnitý václavický granodiorit a ve vrcholové části fonotefrit. Nejrozšířenějším půdním typem je modální mesobazická kambizem, okrajově je zastoupen suťový ranker a modální eutrofní kambizem  Vrch náleží k povodí Mandavy a úmoří Baltského moře. Většina vrchu má zemědělské využití. Šibeniční vrch je na jihovýchodě spojen s plochým návrším Finkenhübel (411 m) umístěným již v Německu. Sedlem prochází česko-německá státní hranice. Holé návrší je vyhlídkovým místem na město Varnsdorf, do sousedního Německa a na Lužické hory. Na vrcholku byla 6. srpna 1887 otevřena 8 metrů vysoká dřevěná vyhlídková věž, která sloužila asi 10 let. V roce 1897 byla již zchátralá zapálena. Místní tím oslavili pád vídeňské vlády Kazimira Badeniho, která se snažila o zrovnoprávnění češtiny.